# پلیس ترافیک

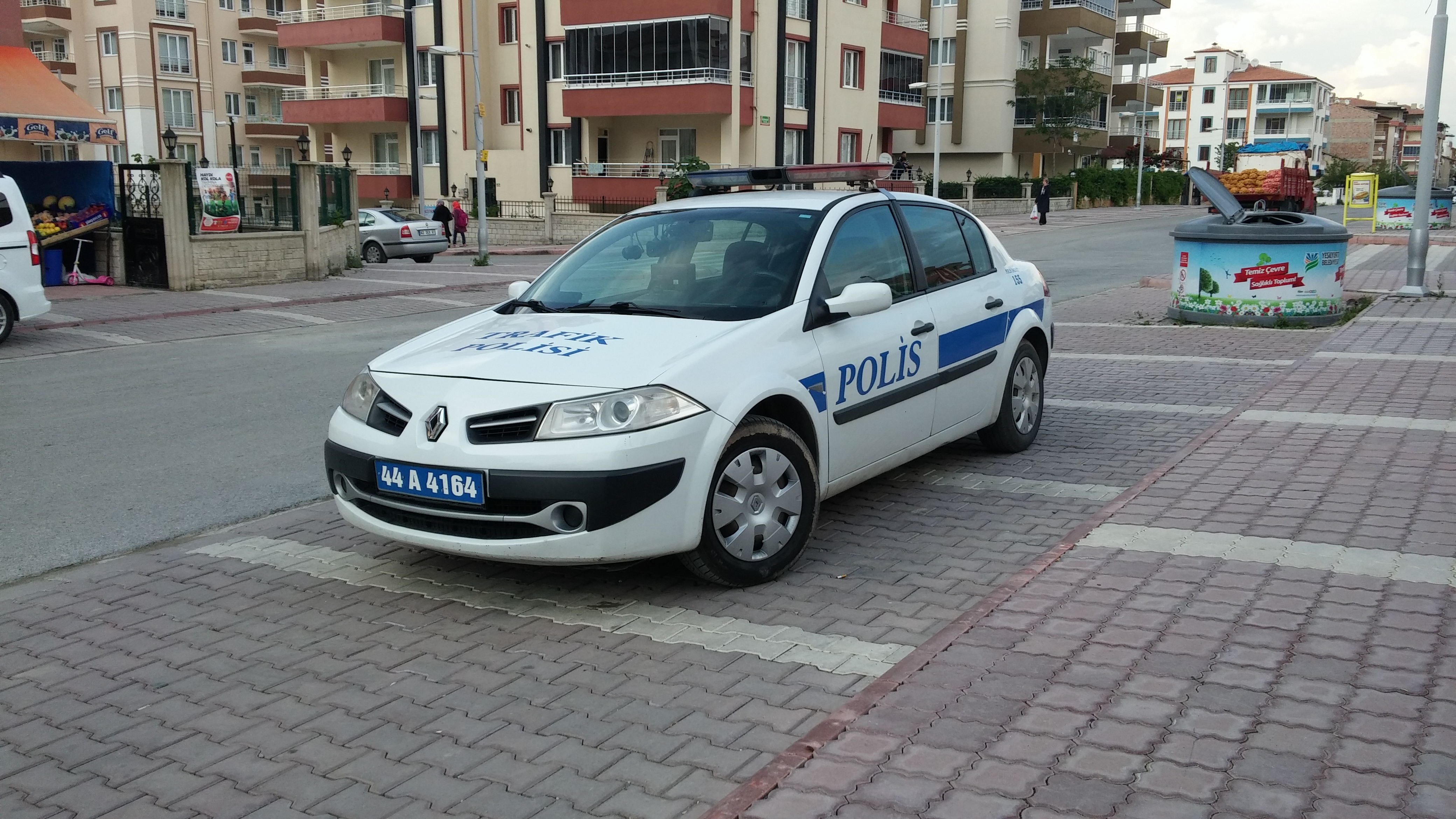
ماشین پلیس ترافیک ترکیه.

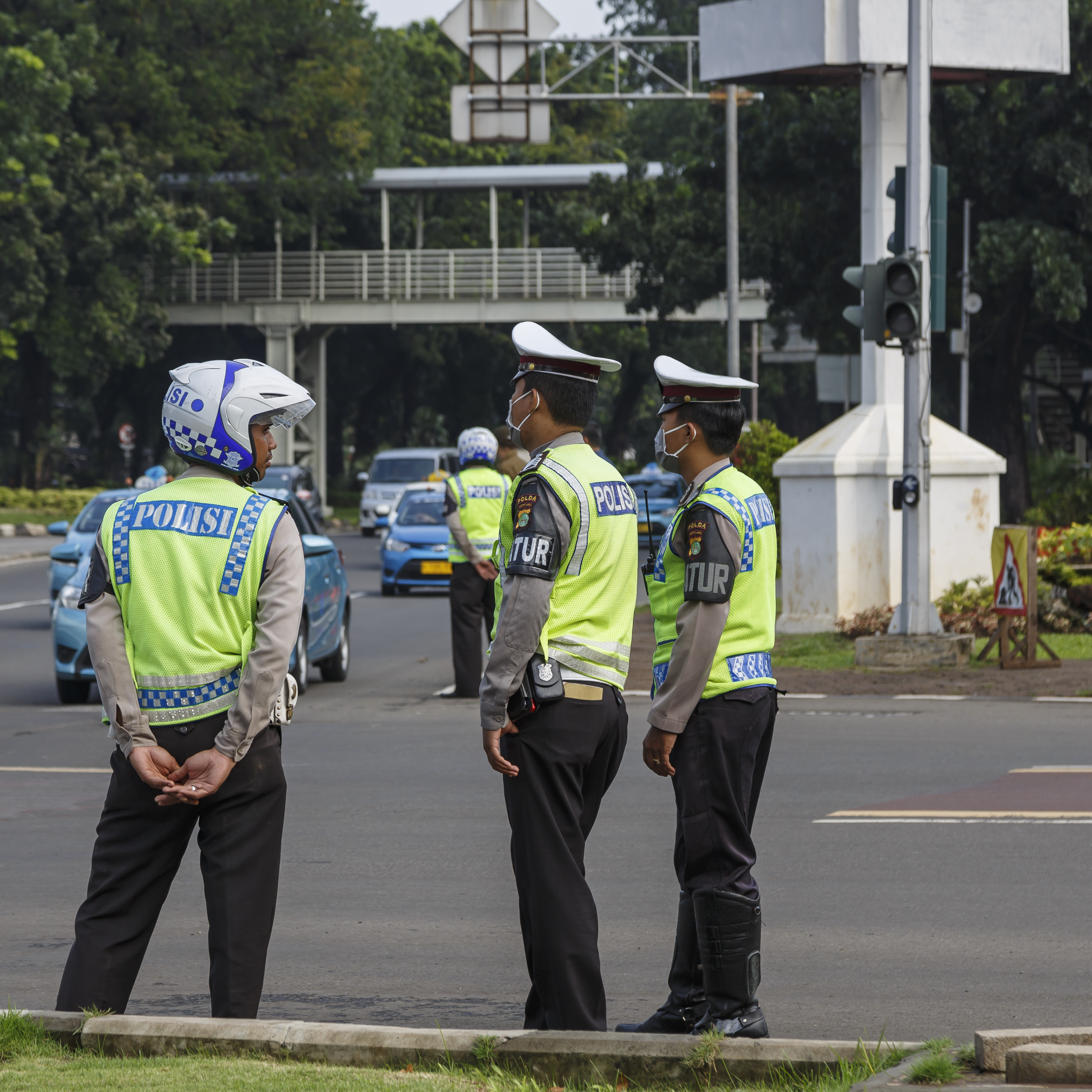
افسران پلیس ترافیک اندونزی.

پلیس ترافیک به گروهی از افسران پلیس یا اداره‌ای از پلیس گفته می‌شود که بر روی ترافیک و آمد و شد در شهرها و جاده‌های برون شهری تمرکز دارند. در کشور ایران به آن پلیس راهنمایی و رانندگی یا به اختصار پلیس راهور می‌گویند. 

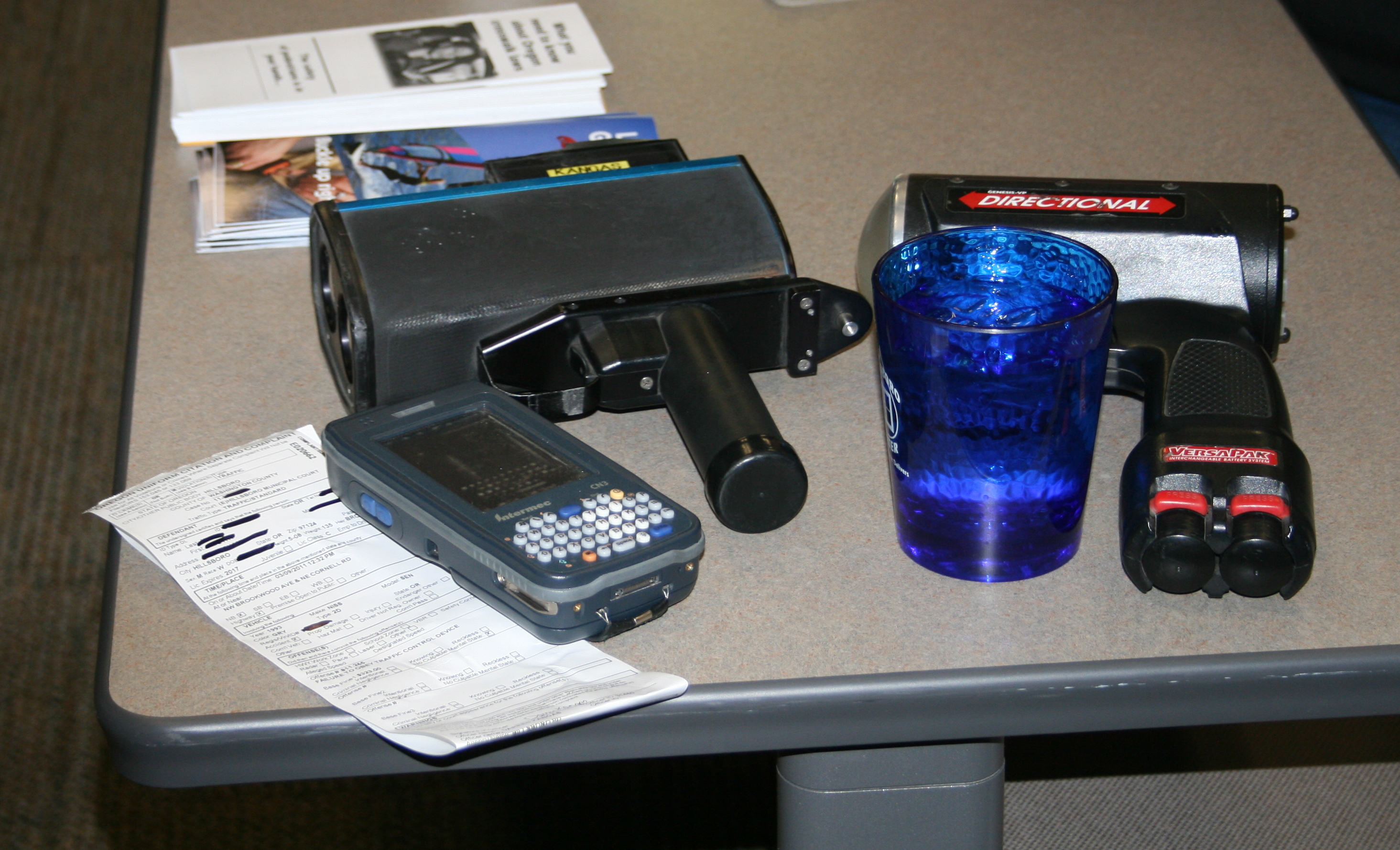
نمونه ابزار پلیس ترافیک.

## پلیس ترافیک در ایران
در ایران پلیس راهور وابسته به نیروی انتظامی جمهوری اسلامی ایران مسئولیت کنترل آمد و شد و ترافیک در خیابانها و جاده‌ها را بر عهده دارد.